# Bogdan Celichowski
Bogdan Celichowski (ur. 4 września 1922 w Poznaniu, zm. 21 czerwca 2016 tamże) – polski architekt i fotograf. Wykładowca Państwowej Wyższej Szkoły Sztuk Plastycznych w Poznaniu.

## Życiorys
Studia ukończył na Wydziale Architektury Szkoły Inżynierskiej w Poznaniu w latach 1945–1948. W latach 1949–1955 odbywał służbę wojskową, następnie był pracownikiem Biura Projektów "Miastoprojekt". Uzyskał uprawnienia budowlane w 1958, a po studiach drugiego stopnia na Wydziale Architektury Politechniki Wrocławskiej w latach 1962–1964 otrzymał tytuł magistra inżyniera architekta.
W 1968 rozpoczął pracę w Państwowej Wyższej Szkole Sztuk Plastycznych w Poznaniu jako kierownik Zakładów Doświadczalnych PWSSP. W 1975 został przeniesiony na stanowisko starszego wykładowcy na Wydziale Architektury Wnętrz i Wzornictwa Przemysłowego PWSSP.
W trakcie pracy w PWSSP kontynuował działalność projektową, uczestnicząc zarówno w projektach zespołowych, zwykle pracując wspólnie z Wojciechem Kasprzyckim i Włodzimierzem Wojciechowskim, jak i indywidualnych. 
Członek Stowarzyszenia Architektów Polskich. W 2010 Celichowski został laureatem Honorowej Nagrody Oddziału Poznańskiego SARP.
Przez większość życia zajmował się fotografią, wybór ponad tysiąca jego zdjęć dostępny jest w węgierskim internetowym archiwum fotografii Fortepan. Wystawa jego zdjęć z okresu okupacji niemieckiej została otwarta w Skierniewicach 10 maja 2018.  
Spoczywa na Cmentarzu Junikowo w Poznaniu.

## Realizacje
Najważniejsze z projektów zespołowych to Klinika Psychiatrii Dorosłych Uniwersytetu Medycznego w Poznaniu, zbudowana w latach 1966-1969, zespół budynków Pomnika Tysiąclecia Państwa Polskiego w Gnieźnie zbudowany w latach 1973-1978 (w zespole pracował także Jerzy Schmidt), budynek wydawnictwa Pallottinum w Poznaniu, kościół Świętej Rodziny w Poznaniu (1985-2006), kościół św. Jerzego w Poznaniu (1992-1999), a także udział w pracach projektowych przy rewaloryzacji i odbudowie Klasztoru oo. Benedyktynów w Lubiniu.